# Wega (Schiff, 1990)
Die Wega ist eines von drei Vermessungs-, Wracksuch- und Forschungsschiffen des Bundesamtes für Seeschifffahrt und Hydrographie (BSH) in Hamburg. Reeder des Schiffes ist die Bundesrepublik Deutschland, vertreten durch das Bundesministerium für Verkehr. Heimathafen des Schiffes ist Hamburg, Basishafen für die Fahrten ist der Fischereihafen I in Bremerhaven.

## Geschichte
Das Schiff wurde unter der Baunummer 1522 auf der Kröger-Werft in Schacht-Audorf gebaut. Die Baukosten beliefen sich auf circa 36 Mio. DM.
Die Kiellegung fand am 14. September 1989, der Stapellauf am 2. März 1990 statt. An diesem Tag wurde das Schiff auch getauft. Taufpatin war Birgit Zimmermann, die Frau des damaligen Bundesministers für Verkehr, Friedrich Zimmermann. Die Fertigstellung des Schiffes erfolgte im Oktober 1990, die Indienststellung am 26. Oktober des Jahres.
Namensgeber des Schiffes ist der Stern Wega, der Hauptstern im Sternbild Leier.

## Technische Daten
Das Schiff wird von einem Siemens-Elektromotor mit 600 kW Leistung angetrieben, der auf einen Festpropeller wirkt. Das Schiff erreicht damit eine Geschwindigkeit von 11 kn. Für die Stromversorgung des Fahrmotors und des elektrischen Bordnetzes stehen zwei Dieselgeneratoren mit 830 kVA Scheinleistung zur Verfügung. Als Hafengenerator ist ein Dieselgenerator mit 395 kVA Scheinleistung, als Notgenerator ein Dieselgenerator mit 10 kVA Scheinleistung verbaut. Die Motoren werden mit synthetischem GtL-Treibstoff betrieben. Der Treibstoff ist schwefelfrei, wodurch bessere Abgaswerte als bei herkömmlichen Dieselkraftstoffen erreicht werden.
Das Schiff ist mit einem Bugstrahlruder mit 530 kW Leistung ausgestattet. Ferner verfügt es über eine Heckstrahlsteueranlage mit 48 kW Leistung.
Der Rumpf des Schiffes ist eisverstärkt. Das Schiff ist mit der Eisklasse „E“ klassifiziert.
Das Schiff ist mit verschiedenen Kranen und Winden ausgerüstet. So befindet sich ein Arbeitskran mit 12,5 m Ausladung an Bord, weiterhin ein Seitenausleger und mehrere Davits.

## Einsatz
Das Schiff wird überwiegend für Vermessungs- und Wracksucharbeiten sowie für Wartungsarbeiten an den Seegangsmessbojen und BSH-Messnetz-Stationen in den deutschen Küstengewässern der Nord- und Ostsee eingesetzt. Dafür verfügt das Schiff über entsprechende Geräte wie Vertikal- und Fächerecholote sowie Sonaranlagen.
Das Schiff ist zusätzlich mit zwei flachgehenden Vermessungsbooten ausgerüstet, die ebenfalls komplett mit Echoloten und Datenakquisitionsanlagen ausgerüstet sind, um selbstständig in flachen Gewässern operieren zu können. Weiterhin befindet sich eine komplette Tauchausrüstung an Bord, so dass Taucheinsätze sowohl vom Schiff, als auch von einem Vermessungsboot möglich sind. Die Wega ist mit einem ROV ausgerüstet.
An Bord des Schiffes befinden sich mehrere Labore und wissenschaftliche Räume. Stellplätze für zusätzliche Laborcontainer sind vorhanden. So können zwei 20′-Container übereinander und ein 10′-Container bzw. sechs 10′-Container geladen werden.
An Bord ist Platz für 16 Besatzungsmitglieder sowie sieben Wissenschaftler.
Haupteinsatzgebiet ist die deutsche Nordseeküste mit ihren Flussmündungen, die Zwölfmeilenzone sowie die deutsche ausschließliche Wirtschaftszone in der Nordsee.
Die Wega hat bis Oktober 2005 rund 140.000 Seemeilen zurückgelegt und etwa 200 bis dahin unbekannte Unterwasserhindernisse gefunden.

## Weitere Schiffe der Flotte
Weitere Schiffe der BSH-Flotte sind
- Vermessungs-, Wracksuch- und Forschungsschiff Atair
- Vermessungs-, Wracksuch- und Forschungsschiff Deneb
- Vermessungsschiff Capella
- Vermessungsschiff Komet